# 19. Panzer-Division
La 19. Panzer-Division (19ª divisione corazzata) fu una formazione corazzata tedesca della seconda guerra mondiale creata a partire dalla 19. Infanterie-Division nel novembre 1940, reclutata principalmente nella Bassa Sassonia.
Combatté per tutta la sua storia operativa in Unione Sovietica, prima nel settore centrale del fronte, dove ebbe modo di distinguersi nelle battaglie di Minsk-Białystok, Smolensk e Mosca, fino al dicembre 1942, data in cui fu trasferita nel settore sud per cercare di frenare la grande offensiva sovietica invernale. Continuò a combattere tenacemente nel settore sud, partecipando nel 1943 alla battaglia di Kursk e alla ritirata sul Dniepr; nel 1944 ripiegò insieme all'esercito tedesco abbandonando l'Ucraina, per poi partecipare con successo, nei ranghi del Gruppo d'armate Centro, al contrattacco alle porte di Varsavia per arrestare l'offensiva sovietica dell'estate 1944. Nel 1945, respinta attraverso la Polonia, finì la guerra in Cecoslovacchia.
Formazione corazzata combattiva e temuta, la 19. Panzer-Division annoverò tra i suoi uomini ufficiali preparati come Hans Källner, Otto von Knobelsdorff, Gustav Schmidt, Wolfgang Thomale, Paul Sonntag.
| Luogo                            | Periodo             |
| Germania                         | nov 1940 - giu 1941 |
| Fronte orientale, settore centro | giu 1941 - dic 1942 |
| Fronte orientale, settore sud    | dic 1942 - giu 1944 |
| Paesi Bassi                      | giu 1944 - lug 1944 |
| Polonia                          | ago 1944 - feb 1945 |
| Cecoslovacchia                   | feb 1945 - mag 1945 |

## Storia

### Le origini e l'operazione Barbarossa
La storia della 19. Panzer-Division ebbe inizio il 1º novembre 1940 ad Hannover, nell'11º distretto militare, in seguito alla riorganizzazione della 19. Infanterie-Division. Quando gli organici furono considerati completi, il 15 marzo 1941, all'unità venne dato l'ordine di trasferirsi dalla Germania al fronte orientale per prendere parte all'operazione Barbarossa.
In seno al LVII corpo d'armata motorizzato del generale Adolf Kuntzen (Gruppo d'armate Centro), l'unità penetrò in territorio sovietico dall'attuale cittadina polacca di Suwałki. Alla fine di luglio ci furono scontri con l'Armata Rossa a Velikie Luki e lungo l'alta Daugava, che videro la divisione tedesca spingere indietro il nemico, quindi a settembre le azioni di fuoco si spostarono lungo il fiume Neva prima del trasferimento a Smolensk avvenuto ad ottobre nella riserva del Gruppo d'armate Centro.

### Da Mosca a Kursk
Nell'ottobre 1941 la divisione affrontò la battaglia di Mosca ancora con il LVII corpo d'armata motorizzato. L'avanzata comportò duri combattimenti fino alla periferia estrema della capitale nemica, ma non si riuscì ad andare più avanti perché l'Armata Rossa costrinse gli attaccanti alla difensiva nel settore di Juchnov e Suchiniči, dove la 19ª Panzer combatteva ancora nel gennaio 1942. Le azioni di contrasto dei soldati di Stalin tennero gli uomini e i mezzi dell'unità impegnati fino a marzo, quando giunse l'ordine di eliminare i partigiani sovietici presenti nell'area di El'nja, compito assolto da aprile a maggio in organico al XXXXIII corpo d'armata. Tornata in prima linea a giugno, dopo aver combattuto attorno a Brjansk fu posta nella riserva della 4ª armata per un periodo di riposo tornando in attività a Orël e Kromy fino a dicembre (a novembre intanto erano disponibili per i carristi 7 Panzer II, 8 Panzer III e 13 Panzer IV).
Infatti, l'8 dicembre 1942 all'unità fu ordinato di dirigersi a Kup"jans'k, in Ucraina, territorio di competenza del Gruppo d'armate Sud. Nel gennaio del 1943 ci furono scontri a Millerovo con l'aiuto degli italiani dell'8ª Armata. Già un mese dopo comunque i tedeschi dovettero ritirarsi lungo il Donec e l'Izium dove arrivarono però i resti della 27. Panzer-Division, ormai sciolta, e altri rinforzi grazie ai quali Belgorod ritornò in mano alla Wehrmacht nel marzo 1943. Nel luglio 1943, l'unità partecipò alla battaglia di Kursk che si concluse con un fallimento, e soprattutto subì una grave sconfitta durante la violenta Quarta battaglia di Char'kov, dove rischiò di essere completamente distrutta nella sacca di accerchiamento di Grajvoron. Le perdite furono molto alte e lo stesso comandante, generale Gustav Schmidt, cadde durante gli scontri.
Molto indebolita, nell'agosto, la 19. Panzer-Division venne aggregata alla Panzergrenadierdivision Großdeutschland nel tentativo di raffrozare lo schieramento difensivo e resistere gli attacchi sovietici. A settembre, in linea a Kiev con il XXXXVIII corpo d'armata corazzato, la divisione combatté fino alla fine dell'anno a Žytomyr, Kamenec-Podol'skij e poi di nuovo a Kiev.

### La ritirata
Nel primo mese del 1944, dopo un breve periodo di riposo, ritornò in linea sulla difensiva presso Šepetivka, dove si trovava ancora alla fine di marzo stazionando a Luc'k, momento in cui rimase isolata nella sacca di Kamenec-Podol'skij insieme alle altre Panzer-Division della 1ª armata corazzata. Ancora ad aprile fu duramente impegnata all'interno della sacca per arrivare a Bučač, e una volta scampato il pericolo ricevette a Kolomyja rimpiazzi provenienti dalla 233. Reserve-Panzer-Division con i quali a giugno fu mandata nei Paesi Bassi per un periodo di riorganizzazione.
A luglio tuttavia, riequipaggiata e a effettivi completi con teoricamente 81 Panzer IV e 79 Panzer V Panther, era già in Prussia Orientale e poi a Grodno e Białystok per cercare di arrestare, insieme ad altri reparti corazzati tedeschi la pericolosa avanzata sovietica seguita allo schiacciante successo dell'operazione Bagration.
Nei primi giorni di agosto, inquadrata prima nel XXXXVI Panzerkorps della 9ª Armata, e quindi, a partire dal 30 luglio, inviata (insieme alla 4. Panzer-Division) in rinforzo del XXXIX Panzerkorps del generale Dietrich von Saucken, partecipò (con un effettivo ridotto già a soli 72 panzer operativi) al sorprendente contrattacco organizzato dal comando tedesco alle porte di Varsavia per evitare la caduta della capitale polacca e respingere le punte corazzate sovietiche. La 19. Panzer-Division ebbe un ruolo decisivo durante le violente battaglie di carri a Radzymin e Wolomin, riuscendo a distruggere numerose unità corazzate nemiche. Dopo l'insperata vittoria, il grosso dell'unità corazzata sferrò ripetuti attacchi più a sud per cercare di eliminare la testa di ponte sovietica sulla Vistola di Magnuszew; la missione non sarebbe stata coronata dal successo, e i sovietici avrebbero mantenuto saldamente il possesso della testa di ponte.
La rivolta di Varsavia, scoppiata nei primi di agosto, costrinse la divisione corazzata ad accorrere, con una parte dei suoi reparti, nella città a settembre per aiutare le Waffen-SS a domare i rivoltosi, quindi fu posta nella riserva dell'OKH prima e del Gruppo d'armate A poi.

### Gli ultimi combattimenti
Agli inizi del 1945 la 19. Panzer-Division affrontò le armate corazzate dell'Armata Rossa sbucate dalla testa di ponte di Baranów, subendo ancora una volta ingenti perdite e venendo costretta alla ritirata in Slesia, senza però fermare gli scontri che proseguirono a Kalisz, Leszno e Wadowice (febbraio), Breslavia e Opava (marzo, con gli ultimi 29 Panzer IV e 16 Panther operativi), in Moravia, a Legnica, Sobótka e sull'alto Oder (aprile).
L'ormai decimata divisione fu inviata in seguito, a maggio, nella zona attorno a Brno dove si registrarono i suoi ultimi combattimenti: ciò che rimaneva di essa infatti si arrese ai sovietici a sud-ovest di Olomouc.

## Ordine di battaglia
1940 - 1941
- Stab (Quartier generale)
- 19. Schützen-Brigade (19ª brigata di fanteria motorizzata)
  - 73. Schützen-Regiment
    - Schützen-Bataillon I (1º battaglione di fanteria motorizzata)
    - Schützen-Bataillon II

  - 74. Schützen-Regiment
    - Schützen-Bataillon I
    - Schützen-Bataillon II

  - 19. Kradschützen-Bataillon (19º battaglione motociclisti)
- 27. Panzer-Regiment (27º reggimento corazzato)
  - Panzer-Abteilung I
  - Panzer-Abteilung II
  - Panzer-Abteilung III
- 19. Artillerie-Regiment (19º reggimento di artiglieria)
  - Artillerie-Abteilung I
  - Artillerie-Abteilung II
  - Artillerie-Abteilung III
- 19. Aufklärungs-Abteilung (19º battaglione da ricognizione)
- 19. Panzerjäger-Abteilung (19º battaglione cacciacarri)
- 19. Pionier-Bataillon (19º battaglione del genio militare)
- 19. Nachrichten-Abteilung (19º battaglione comunicazioni)
- 19. Versorgungstruppen (unità di supporto)

1943
- Stab
- 73. Panzergrenadier-Regiment (73º reggimento panzergrenadier)
  - Panzergrenadier-Bataillon I
  - Panzergrenadier-Bataillon II
- 74. Panzergrenadier-Regiment
  - Panzergrenadier-Bataillon I
  - Panzergrenadier-Bataillon II
- 27. Panzer-Regiment
  - Panzer-Abteilung I
  - Panzer-Abteilung II
- 27. Panzer-Artillerie-Regiment (27º reggimento di artiglieria corazzato)
  - Panzer-Artillerie-Abteilung I
  - Panzer-Artillerie-Abteilung II
  - Panzer-Artillerie-Abteilung III
- 19. Panzer-Aufklärungs-Abteilung
- 272. Heeres-Flak-Artillerie-Abteilung (272º distaccamento FlaK dell'esercito)
- 19. Panzerjäger-Abteilung
- 19. Panzer-Pionier-Bataillon
- 19. Panzer-Nachrichten-Abteilung
- Unità di supporto

## Decorazioni
Nove appartenenti a questa divisione ricevettero la Spilla per il combattimento corpo a corpo in oro, altri 118 la Croce Tedesca d'oro e 4 quella d'argento, 29 la Spilla d'Onore dell'Esercito e 45 videro appuntarsi la Croce di Cavaliere della Croce di Ferro, delle quali quattro con Fronde di Quercia e una con Fronde di Quercia e Spade.

## Comandanti
| Nome                  | Grado           | Inizio           | Fine            | Note                                                   |
| Otto von Knobelsdorff | Generalleutnant | 1º novembre 1940 | 6 gennaio 1942  | lasciò il comando per malattia                         |
| Gustav Schmidt        | Oberst          | 6 gennaio 1942   | 20 aprile 1942  |                                                        |
| Gustav Schmidt        | Generalleutnant | 20 aprile 1942   | 7 agosto 1943   | Si suicidò a Grajvoron per evitare di essere catturato |
| Oskar Sörgel          | Oberst          | 8 agosto 1943    | 17 agosto 1943  |                                                        |
| Hans Källner          | Oberst          | 18 agosto 1943   | 31 ottobre 1943 |                                                        |
| Hans Källner          | Generalmajor    | 1º novembre 1943 | 24 marzo 1944   | lasciò il comando per malattia                         |
| Walter Denkert        | Oberst          | 24 marzo 1944    | 30 aprile 1944  |                                                        |
| Hans Källner          | Generalleutnant | 1º maggio 1944   | 20 marzo 1945   |                                                        |
| Hans-Joachim Deckert  | Generalmajor    | 20 marzo 1945    | 8 maggio 1945   |                                                        |

Dati tratti da: